# Lwów jest jeden na świecie
Lwów jest jeden na świecie, Tylko we Lwowie – polska piosenka o Lwowie.
Autorami słów był Emanuel Szlechter, a kompozytorem muzyki Henryk Wars. Wykonanie utworu zostało uwiecznione w filmie pt. Włóczęgi z 1939 roku przez aktorów Kazimierza Wajdę i Henryka Vogelfängera, wcielających się w postacie Szczepka i Tońka.
Piosenkę podczas Koncertu dla Niepodległej 10 listopada 2018 na Stadionie Narodowym w Warszawie dla 37-tysięcznej publiczności wykonała Warszawska Orkiestra Sentymentalna.